# AZ Alkmaar
Alkmaar Zaanstreek, cunoscut mai mult ca AZ Alkmaar, sau simplu AZ, este un club de fotbal din Alkmaar, Țările de Jos, care evoluează în Eredivisie.
AZ Alkmaar a fost de două ori campioană a Țărilor de Jos. Echipa își dispută meciurile de pe teren propriu pe stadionul AFAS, arenă inaugurată în anul 2006, și care are o capacitate de 17.023 de locuri. Conducerea clubului a decis în anul 2009 mărirea capacității stadionului la 30.000 de locuri până în anul 2012.

## Palmares
| Național | European |
| --- | --- |
| - Eredivisie (2) - Campioni : 1981, 2009 - Eerste Divisie (3) - Campioni : 19601, 1996, 1998 - Cupa KNVB (4) - Campioni : 1978, 1981, 1982, 2013 - Supercupa (1) - Campioni : 2009 | - UEFA Europa League/Cupa UEFA - Finalistă (1): 1981 - Semifinala (1): 2005 - Sferturi (3): 2007, 2012, 2014 |

1Sub numele Alkmaar '54